# Alexianne Castel
Alexianne Castel (ur. 25 lipca 1990 w Bordeaux) – francuska pływaczka, mistrzyni świata (basen 25 m), mistrzyni i wicemistrzyni Europy (basen 25 m).

## Kariera sportowa
Specjalizuje się w pływaniu stylem grzbietowym. Jej największym dotychczasowym sukcesem jest mistrzostwo świata na basenie 25 m w 2010 roku w Dubaju oraz złoty medal mistrzostw Europy na krótkim basenie w Stambule w 2009 roku na dystansie 200 m tym stylem.
Uczestniczka igrzysk olimpijskich w Pekinie (2008) na 100 (23. miejsce) i 200 m grzbietem (13. miejsce) oraz w sztafecie 4 x 100 m stylem zmiennym (11. miejsce), a także w Londynie (2012) na 100 (12. miejsce) i 200 m grzbietem (7. miejsce).